# Saunders-Roe SR.53
El Saunders-Roe SR.53 fue un prototipo de interceptor de propulsión mixta, turborreactor y motor cohete, que fue desarrollado a principios de la década de 1950 para la Royal Air Force (Real Fuerza Aérea Británica). A pesar de que sus prestaciones eran prometedoras, la necesidad de un avión de su tipo fue rápidamente reemplazada por el desarrollo de los misiles superficie-aire (SAM por sus siglas en inglés), por lo que el proyecto fue cancelado luego de tan solo 42 vuelos de prueba.

## Desarrollo
La Segunda Guerra Mundial demostró la importancia del bombardeo estratégico en las guerras modernas por lo que  mientras la Guerra Fría iba teniendo lugar, muchas naciones intentaron priorizaron el desarrollo de una defensa aérea efectiva contra grandes formaciones de bombarderos enemigos. En Alemania se había estado investigando aviones con motor cohete para rellenar ese espacio, con aeronaves tales como el Messerschmitt Me 163 y el Bachem Ba 349, que eran capaces de obtener una velocidad de ascenso sin precedentes que, en teoría, les permitía elevarse e interceptar los bombarderos enemigos antes de que llegasen a su blanco. La tecnología alemana de cohetes fue estudiada extensivamente por los aliados después de la guerra y, a la luz de la creciente flota de bombarderos estratégicos de la Unión Soviética y su desarrollo de armas nucleares, el Ministerio del Aire de Gran Bretaña emitió las especificaciones O.R.301 en mayo de 1951 para un interceptor impulsado por un motor cohete que pudiese alcanzar una altitud de 18 300 m en tan solo 2 minutos y 30 segundos.
De las siete empresas aeronáuticas que presentaron sus diseños, dos fueron seleccionadas para obtener contratos de desarrollo Avro con su Avro 720 y Saunders-Roe con el SR.53. El SR-53 era un avión elegante, con una proa puntiaguda, alas delta y una deriva en forma de T. Las toberas del motor cohete y del motor a reacción estaban montadas una arriba de la otra en la cola del avión.
Para septiembre de 1953 el programa de desarrollo de estos aviones vio reducido su presupuesto por lo que el Avro 720 fue cancelado, aunque parecía estar casi listo para volar en ese punto. Una de las razones por las que se prefirió continuar con el SR.53 era que a pesar de que su desarrollo estaba en una etapa más temprana, utilizaba una combinación de peróxido de hidrógeno como oxidante siendo visto como mucho menos problemático que el oxígeno líquido que utilizaba el Avro 720. Sin embargo, una serie de contratiempos, que incluyeron la explosión de un motor en pruebas terrestres, hicieron que el primer vuelo del avión se retrasase cada vez más. Al mismo tiempo, Saunders-Roe comenzó a desarrollar un derivado de este diseño, el SR.177, navalizando el SR.53 para su uso por la Royal Navy (Real Marina Británica) y por la Armada de Alemania.
En 1957, un mes antes de que el avión volase por primera vez, se publicó el Libro Blanco de Defensa que subrayaba la política del gobierno británico de abandonar el desarrollo de aviones tripulados a favor de concentrarse en el desarrollo de misiles SAM. Al mismo tiempo, el desarrollo de los motores a reacción había avanzado mucho en los 6 años que habían pasado desde el diseño inicial del SR.53. Todo esto, combinado con las mejoras en los radares que permitían detectar a los aviones enemigos a una distancia mucho mayor, hizo que la necesidad para un avión de las características del SR.53 desapareciera, siendo cancelado el proyecto. Actualmente uno de los dos prototipos del SR.53 se encuentra preservado en el museo de la RAF en Cosford. El otro se estrelló durante unos vuelos de prueba, muriendo su piloto.

## Especificaciones

### Características generales
- Tripulación: 1
- Longitud: 13,72 m
- Envergadura: 7,65 m
- Altura: 3,3 m
- Peso vacío: 3016 kg
- Peso cargado: 8346 kg

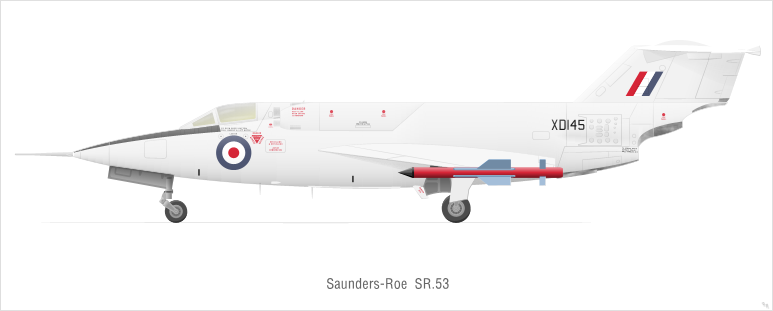
Perfil del SR.53

- Planta motriz: 1× turborreactor Armstrong Siddeley Viper 8 y un motor cohete de Havilland Spectre.
  - Empuje normal:  794 kg (turborrector)
 3630 kg (cohete)

### Rendimiento
- Velocidad máxima operativa (Vno): 2135 km/h
- Alcance: 7 minutos a la máxima potencia
- Régimen de ascenso: 7317 m/min
- Carga alar: 327,937 kg/m²

### Armamento
- Misiles: 2 aire-aire de Havilland Firestreak

### Desarrollos relacionados
- Saunders-Roe SR.177

### Aeronaves similares
- Bachem Ba 349
- Messerschmitt Me 163
- Bereznyak-Isayev BI-1